# Ina Voigt (Fotografin)
Ina Voigt (* 29. Januar 1965 in Magdeburg) ist eine deutsche Theaterfotografin und -autorin.

## Leben und Wirken
Ina Voigt, Jahrgang 1965, arbeitete nach der Schulausbildung von 1983 bis 1984 in der Bildredaktion der DDR-Film- und Fernsehzeitschrift FF dabei. Anschließend war sie von 1984 bis 1986 als Fotolaborantin beim Berliner Ensemble tätig. Hier erstellte sie erste eigene Foto-Inszenierungsdokumentationen. Von 1986 bis 1991 studierte sie Theater- und Filmwissenschaft an der Humboldt-Universität zu Berlin bei Joachim Fiebach. Von 1991 bis 1992 hatte sie eine Festanstellung am Berliner Ensemble, auf die eine freie Mitarbeit als Fotografin bis 1995 folgte. 1997 und 1998 war sie wissenschaftliche Mitarbeiterin in der Fotogalerie am Helsingforser Platz, Berlin.
Es entstanden bis Ende der 1990er Jahre zahlreiche Proben- und Szenenfotos sowie Porträtfotos unter anderem von Frank und Hermann Beyer, Götz George, Corinna Harfouch, Ulrich Mühe, Heiner Müller, Otto Sander, Fritz Marquardt, Michael Gwisdek. Auch entstanden einige Drehreportagen zu DEFA-Filmen. 1998 fand in der Fotogalerie des Kulturamts Friedrichshain eine von Vera Tenschert und Ina Voigt gemeinsam bestrittene Fotoausstellung statt, die Theatermomente aus Publikumsperspektive und von hinter den Kulissen zeigt.
Von 1999 bis 2001 war sie wissenschaftliche Mitarbeiterin und Projektmanagerin beim Institut für Terminologie und angewandte Wissensforschung Berlin, mit dem Schwerpunkt „Bilder im digitalen Netz“. Ab 2002 war sie selbstständige Autorin und Fotografin. Die Akademie der Künste in Berlin unterstützte sie 2003/2004 in Form eines Stipendiums.
Sie konzipierte und begleitete bis 2010 verschiedene künstlerische Projekte, so zum Beispiel literarische Abende mit Corinna Harfouch. Dabei zeichnete sie für Produktion, Dramaturgie und Assistenz verantwortlich. Im Zusammenhang mit dem 2007 im Buchkatalog zu Gabriele Mucchis Zeichnungen für Benno Bessons 1957er Aufführung von Der gute Mensch von Sezuan erstellten Text ordnete Voigt die unbeschrifteten Blätter nach ihrer szenischen Folge. Seit 2010 widmet sie sich eigenen Theatertexten. Daneben verfasste sie ein 2015 erschienenes Kinderbuch zum Thema „Regenbogenfamilie“.

## Publikationen
- Ina Voigt (Text), Jacky Gleich (Illustrationen): Wie heiraten eigentlich Trockennasenaffen? Kwasi Verlag, Solothurn, 2015, ISBN 978-3-906183-16-9.

## Fotos in Publikationen
- Michael Laages, Wolfgang Behrens (Hrsg.): Fritz Marquardt. Wahrhaftigkeit und Zorn. Verlag Theater der Zeit, Berlin 2008, ISBN 978-3-940737-06-9.
- Antje Budde (Hrsg.): Fiebach. Theater, Wissen, Machen (= Theater der Zeit. Recherchen; 114). Verlag Theater der Zeit, Berlin 2014, ISBN 978-3-943881-89-9.

## Fotos auf Plakaten
- Plakat zum Dokumentarfilm Was ich will, ist spielen über Corinna Harfouch von Sabine Michel (außerdem viele im Film gezeigte Fotos).
- Plakat zum Kinofilm Zurück auf Los! von Pierre Sanoussi-Bliss.
- ein grafisch gerastertes Schwarz/Weiß-Foto als Grundlage für das Theaterplakat zu Der arme Vetter von Ernst Barlach am Berliner Ensemble.

## Texte in Publikationen
- Probe auf Papier. Gabriele Mucchi zeichnet zur Inszenierung von Benno Besson 1957 im Berliner Ensemble. In: Gabriele Mucchi. Theaterzeichnungen zu Bertolt Brechts „Der gute Mensch von Sezuan“. Im Auftrag des Brecht-Weigel-Hauses, Buckow, und der Akademie der Künste, Berlin, herausgegeben von Rosa von der Schulenburg. Akademie der Künste, Berlin 2007, ISBN 978-3-88331-115-9, S. 17–21.

## Theaterarbeiten
- 2010: Der Schmerz (Marguerite Duras), Kammertheater Stuttgart und Deutsches Theater Berlin (als Produzentin und Dramaturgin)
- 2015: (als Kirsten Stina Michelsdatter): Schwarz ohne Zucker. Zwei-Personen-Stück, Uraufführung am Societaetstheater Dresden
- 2017: (als Kirsten Stina Michelsdatter): Gestern ist auch noch ein Tag. Zwei-Personen-Stück, Uraufführung in der Werkstatt des Theaters Konstanz

## Vortragsarbeiten
- 2011: Gott ist kein Spießer. Textcollage aus biografischen Anekdoten, Stimmen von Zeitgenossen, Gedichten, Briefen und Tagebuchaufzeichnungen zu Else Lasker-Schüler, vorgetragen von Corinna Harfouch im Rahmen der Ausstellung Else Lasker-Schüler – Die Bilder, u. a. im Hamburger Bahnhof, Berlin.[4]

## Ausstellungen
- 1998: Bilder vom Theater, Gemeinschaftsausstellung mit Vera Tenschert, Fotogalerie am Helsingsforser Platz, Berlin